# برامان (اکلاهما)
برامان(به انگلیسی: Braman) شهری در ایالت اکلاهما کشور ایالات متحده آمریکا است که جمعیت آن در سرشماری سال ۲۰۱۰ میلادی، ۲۱۷ نفر بوده‌است.